# Лозівська сільська рада (Тернопільський район)
Лозівська сільська́ ра́да — адміністративно-територіальна одиниця та орган місцевого самоврядування в Тернопільському районі Тернопільської області. Адміністративний центр — село Лозова.
Згідно з рішенням Байковецької сільської ради №7 від 22 грудня 2015 року Лозівська сільська рада припинила свої повноваження у зв’язку з входженням до Байковецької територіальної громади

## Загальні відомості
Лозівська сільська рада утворена в 1939 році.
- Територія ради: 33,16 км²
- Населення ради: 1031 осіб (станом на 2015 рік)
- Територією ради протікає річка Гнізна

## Населені пункти
Сільській раді підпорядковані населені пункти:
- с. Лозова

## Населення
Згідно з переписом УРСР 1989 року чисельність наявного населення села становила 2853 особи, з яких 1339 чоловіків та 1514 жінок.
За переписом населення України 2001 року в селі мешкало 999 осіб.
Станом на 19 жовтня 2023 року у селі проживає 608 осіб.

### Мова
Розподіл населення за рідною мовою за даними перепису 2001 року:
| Мова       | Відсоток |
| ---------- | -------- |
| українська | 99,90 %  |
| болгарська | 0,10 %   |

## Склад ради
Рада складалася з 15 депутатів та голови.
- Голова ради: Гуль Володимир Миколайович

### Керівний склад попередніх скликань
| Прізвище, ім'я, по батькові | Основні відомості                                                 | Дата обрання | Дата звільнення |
| --------------------------- | ----------------------------------------------------------------- | ------------ | --------------- |
| Олійник Петро Іванович      | Сільський голова, 1958 року народження, безпартійний              | 26.03.2006   | 31.10.2010      |
| Гуль Володимир Миколайович  | Сільський голова, 1968 року народження, освіта вища, безпартійний | 31.10.2010   |                 |

Примітка: таблиця складена за даними сайту Верховної Ради України

### Депутати
За результатами місцевих виборів 2010 року депутатами ради стали:

#### За суб'єктами висування
| Суб'єкт висування | Кількість обраних депутатів | %   |
| ----------------- | --------------------------- | --- |
| Самовисування     | 15                          | 100 |

#### За округами
| № округу | Прізвище, ім'я, по батькові   | Дата визнання обраним | Освіта             | Партійна приналежність | Відомості про обраного депутата            |
| -------- | ----------------------------- | --------------------- | ------------------ | ---------------------- | ------------------------------------------ |
| 1        | Шпилюр Андрій Володимирович   | 31.10.2010            | незакінчена вища   | позапартійний          | ТНЕУ, студент                              |
| 2        | Цап Роман Іванович            | 31.10.2010            | середня            | позапартійний          | тимчасово не працює                        |
| 3        | Крет Володимир Яремович       | 31.10.2010            | вища               | позапартійний          | ПАТ СК «Уніка», аварійний комісар          |
| 4        | Льошка Тарас Богданович       | 31.10.2010            | незакінчена вища   | позапартійний          | ТНЕУ, студент                              |
| 5        | Кітчак Наталія Богданівна     | 31.10.2010            | вища               | позапартійна           | Сільська Рада с. Лозова, секретар          |
| 6        | Гордій Мирослав Володимирович | 31.10.2010            | середня            | позапартійний          | Локомотивне депо, маляр                    |
| 7        | Кітчак Микола Іванович        | 31.10.2010            | вища               | позапартійний          | загальноосвітня школа с. Лозова, вчитель   |
| 8        | Лашин Степан Олексійович      | 31.10.2010            | вища               | позапартійний          | ТОВ «Київ» м. Тернопіль, інженер електрик  |
| 9        | Луб'янський Олег Аркадійович  | 05.11.2012            | вища               | позапартійний          | ЗОШ І-ІІ с. Жовтневе, вчитель              |
| 10       | Малявська Тетяна Євгенівна    | 31.10.2010            | вища               | позапартійна           | Львівська залізниця, провідний інженер     |
| 11       | Пастернак Віктор Васильович   | 31.10.2010            | вища               | позапартійний          | ТОВ ТГ «Арскераміка», директор магазину    |
| 12       | Гуменна Людмила Степанівна    | 31.10.2010            | середня            | позапартійна           | Онкодиспансер м. Тернопіль, молодша сестра |
| 13       | Каліщук Олег Романович        | 31.10.2010            | вища               | позапартійний          | ТОВ"ТДК", торговий представник             |
| 14       | Ткач Дарія Михайлівна         | 31.10.2010            | середня спеціальна | позапартійна           | Будинок культури с. Лозова, директор       |
| 15       | Круцько Любов Зіновіївна      | 31.10.2010            | середня спеціальна | позапартійна           | пенсіонер                                  |